# Mansour Seck
Pour les articles homonymes, voir Seck.
Mansour Seck, né en 1955 à Podor et mort le 29 mai 2024 à Dakar, est un musicien guitariste sénégalais.

## Biographie
Fils de griot toucouleur, Mansour Seck est né en 1955 dans le nord du pays, à Podor comme Baaba Maal dont il est très proche depuis toujours.
Ensemble, ils enregistrent Djam Leeli. Il  participe aussi au groupe Daande Lenol et signe quelques albums en solo.
Mansour Seck meurt le 29 mai 2024 à Dakar à l'âge de 69 ans,.

## Discographie
- 1996 : Yelayo
- 2006 : N'der Fouta Tooro, vol. 1